# The Confidence Man
The Confidence Man è un film muto del 1924 diretto da Victor Heerman.

## Trama
Due truffatori, Dan Corvan e Larry Maddox, che hanno conquistato la simpatia e la benevolenza della cittadina di Fairfield, in Florida, sono sul punto di concludere un grosso affare imbrogliando il vecchio e tirchio Godfrey Queritt.
Ma una vecchia signora commuove Corvan, dopo avergli raccontato di come suo figlio si sia messo nei guai per aver sottratto del denaro. Corvan, mosso anche dal sentimento che prova per Margaret Leland, una ragazza del posto, decide di aiutare la vecchia signora e di lasciare le truffe, tornando a rigare diritto.

## Produzione
Il film fu prodotto dalla Famous Players-Lasky Corporation.

## Distribuzione
Distribuito  dalla Paramount Pictures, il film - presentato da Jesse L. Lasky e da Adolph Zukor a New York in prima il 14 aprile - uscì nelle sale cinematografiche USA il 20 aprile 1924.